# Mycalesis wayewa
Mycalesis wayewa är en fjärilsart som beskrevs av William Doherty 1891. Mycalesis wayewa ingår i släktet Mycalesis och familjen praktfjärilar. Inga underarter finns listade i Catalogue of Life.